# Dolinasorex
Dolinasorex glyphodon був видом гігантської отруйної землерийки, який зараз вимер. Залишки тварини були знайдені на місці розкопок Гран-Доліна, розташованому в Сьєрра-де-Атапуерка, Бургос, Іспанія, дослідниками з Університету Сарагоси, Іспанія, в період з 1991 по 2007 рік. Вік родовища оцінюється від 780 000 до 900 000 років. D. glyphodon був єдиним видом в роду Dolinasorex.